# CBBS
CBBS (skrót od Czyste Buty Brudne Serce) – ósmy album studyjny warszawskiego rapera Onara. Wydawnictwo ukazało się 25 maja 2018 roku nakładem wytwórni muzycznej Superelaks w dystrybucji My Music.

## Lista utworów
| Nr  | Tytuł utworu                               | Długość |
| --- | ------------------------------------------ | ------- |
| 1.  | „Laury i Ciernie” (Gościnnie: ReTo)        | 4:03    |
| 2.  | „Czyste Buty, Brudne Serce”                | 3:45    |
| 3.  | „Presto”                                   | 3:05    |
| 4.  | „Ghetto Kids” (Gościnnie: Sztoss)          | 4:03    |
| 5.  | „Dziewięćsiódemki”                         | 2:49    |
| 6.  | „No Limit”                                 | 3:08    |
| 7.  | „Equipment” (Gościnnie:Bilon, Pezet)       | 3:45    |
| 8.  | „Monety i Żyletki”                         | 3:29    |
| 9.  | „Stary”                                    | 2:56    |
| 10. | „Płomień” (Gościnnie: Jarecki)             | 3:59    |
| 11. | „W Kółko” (Gościnnie: Diox)                | 4:18    |
| 12. | „Gorzko Gorzko”                            | 3:35    |
| 13. | „Siedzę - Jadę”                            | 3:17    |
| 14. | „32dziesięć” (Gościnnie: Żyto)             | 3:28    |
| 15. | „Equipment 2” (Gościnnie: Kobik, W.E.N.A.) | 3:22    |
|     |                                            | 53:02   |

## Listy sprzedaży
| Lista | Kraj   | Pozycja |
| ----- | ------ | ------- |
| OLiS  | Polska | 22      |